# 몰로시아 공화국의 국가
타당한 몰로시아, 우리의 고향(영어: Fair Molossia Is Our Home.)은 마이크로네이션인 몰로시아 공화국의 국가이다. 곡조는 자이르의 국가인 자이르 행진곡에서 따왔다.

## 영어가사
There's a place beneath the western sun,
A country proud, a nation next to none,
An oasis amid the desert sand,
Standing tall in this uncommon land.
From the mountains high down to the valleys wide,
Our flag of blue and white and green it ever flies,
Where hawks and mustangs roam,
Fair Molossia is our home.
Treasured land of wind and sage and mighty dreams,
Our country strong and free and proud, it reigns supreme,
Fair Molossia is our home,  Fair Molossia is our home.

## 한국어 해석
서쪽 태양 아래에 있는 자랑스러운 나라,
그 누구에게도 뒤떨어지지 않는 나라,
사막 모래 속의 오아시스,
이 귀한 땅에 우뚝 서있네.
높은 산에서 넓은 계곡까지,
우리의 청백녹(靑白綠)빛 깃발이 항상 나부끼네,
매와 무스탕(대평원의 야생말)이 돌아다니는 곳,
타당한 몰로시아가 우리의 고향이라네.
바람과 현인과 위대한 꿈의 보배로운 땅,
우리 나라는 부강하고 자유롭고 영광스러우며,
타당한 몰로시아가 우리의 고향이고,
타당한 몰로시아가 우리의 고향이라네.